# Дернішоара
Дернішоара (рум. Dernișoara) — село у повіті Біхор в Румунії. Входить до складу комуни Дерна.
Село розташоване на відстані 429 км на північний захід від Бухареста, 30 км на північний схід від Ораді, 113 км на північний захід від Клуж-Напоки.

## Населення
За даними перепису населення 2002 року у селі проживали 656 осіб.
Національний склад населення села:
| Національність | Кількість осіб | Відсоток |
| -------------- | -------------- | -------- |
| румуни         | 633            | 96,5%    |
| цигани         | 15             | 2,3%     |
| словаки        | 6              | 0,9%     |

Рідною мовою назвали:
| Мова      | Кількість осіб | Відсоток |
| --------- | -------------- | -------- |
| румунська | 649            | 98,9%    |
| словацька | 5              | 0,8%     |